# H2O (米米CLUBのアルバム)
H2O（エイチツーオー）は米米CLUBの13枚目のアルバム。1996年3月21日リリース。発売元はSony Records（現ソニー・ミュージックレコーズ）。

## 解説
前作『SORRY MUSIC ENTERTAINMENT』が半分コンセプトアルバムだったのを考えると、新体制になってからは初のオリジナルアルバムとなった作品。タイトルになっている『H2O』は「HUMANLY HEARTY ODYSSEY」の頭文字を取ったもの。
タイトルのそれが表すように、今作の楽曲はそれまでのファンク、ロックなどをベースにしていたものから大きく様変わりし、カジュアルなポップスがメインとなった以前の米米には無かったようなタイプの曲が大半を占めている。歌詞の面でも「大人な恋」的なものが多くなった。タイトルの「水」は「お水」、即ち「水商売」の世界をイメージした楽曲が多いことを暗示している。
なお、今作でボーカルパートを取っているのは全てカールスモーキー石井（石井竜也）である。前作まではジェームス小野田（小野田安秀）のボーカル曲が『K2C』以外のアルバムで最低1曲は収録されていたが、今作では小野田がメインを張る作品が収録されなかった。
初回限定特典は3Dホログラム付き。また、表記はないが#4,#9,#11はAlbumVersion。

## 収録曲
全作詞・作曲：米米CLUB　編曲：有賀啓雄（注記を除く）
1. もしも
2. STYLISH WOMAN
3. IMITATION GUY
編曲：金子隆博 & 有賀啓雄
4. すべてはホントでウソかもね
5. EASTER BELL NORTH
6. KISSING BLUE
編曲：金子隆博
7. SOUL SNAKE
8. Slow-motion Memories
9. JUST MY FRIEND
編曲：金子隆博
10. 愛がまわるよ
「すべてはホントでウソかもね」のカップリング曲
11. まだ わからない
編曲：金子隆博
「JUST MY FRIEND」のカップリング曲